# Helius (Helius) myersiellus
Helius (Helius) myersiellus is een tweevleugelige uit de familie steltmuggen (Limoniidae). De soort komt voor in het Neotropisch gebied.